# Un sabato italiano 30
Un sabato italiano 30 è un album del cantautore italiano Sergio Caputo, pubblicato nel 2014 dall'etichetta discografica Alcatraz Moon.

## Descrizione
Questo lavoro è un omaggio al suo album del 1983, Un sabato italiano, che ha segnato un'epoca nella musica italiana. Questa edizione celebra il trentennale del disco originale, con una lista tracce che include i brani storici riarrangiati e due inediti: C'Est Moi L'Amour e I Love the Sky in September.
"Un sabato italiano parla d'amore, di amicizia e di inquietudine", ha dichiarato Sergio, "Quando ho scritto e registrato le canzoni di questo album, non avrei mai immaginato che trent'anni dopo sarebbero state apprezzate da persone che nel 1983 non erano ancora nate. Nel trentennale dell'album ho provato forte il bisogno di tornare in studio e risuonare questi pezzi, per sentirli di nuovo miei, dopo averli cantati e suonati per trent'anni anni in tutti i modi possibili".

## Tracce
CD (Alcatraz Moon, --)
1. C'Est Moi L'Amour – 3:59
2. I Love the Sky In September – 4:09
3. Un sabato italiano - 30° – 3:39
4. E le bionde sono tinte - 30° – 3:33
5. Weekend - 30° – 3:29
6. Io e Rino - 30° – 3:20
7. Mettimi giù - 30° – 4:57
8. Cimici e bromuro - 30° – 2:31
9. Mercy Bocù - 30° – 3:51
10. Night - 30° – 3:28
11. Bimba se sapessi - 30° – 3:35
12. Spicchio di Luna - 30° – 3:25

Durata totale: 43:56

## Formazione
- Sergio Caputo - voce, chitarra
- Paolo Vianello - piano, tastiere
- Patrizio Sacco - basso
- Alberto Botta - batteria
- Sandro Deidda - sax tenore
- Massimo Zagonari - sax contralto